# Eublemmoides
Eublemmoides är ett släkte av fjärilar. Eublemmoides ingår i familjen nattflyn.
Kladogram enligt Catalogue of Life:
| Eublemmoides | \| \| Eublemmoides acrapex \| \| \| \| \| \| Eublemmoides crassiuscula \| \| \| \| \| \| Eublemmoides dinawa \| \| \| \| \| \| Eublemmoides duplexa \| \| \| \| \| \| Eublemmoides flavipars \| \| \| \| \| \| Eublemmoides novaeguineae \| \| \| \| \| \| Eublemmoides ochracea \| \| \| \| \| \| Eublemmoides rufiplaga \| \| \| \| \| \| Eublemmoides semirufa \| \| \| \| \| \| Eublemmoides subangulata \| \| \| \| |
|              | \| \| Eublemmoides acrapex \| \| \| \| \| \| Eublemmoides crassiuscula \| \| \| \| \| \| Eublemmoides dinawa \| \| \| \| \| \| Eublemmoides duplexa \| \| \| \| \| \| Eublemmoides flavipars \| \| \| \| \| \| Eublemmoides novaeguineae \| \| \| \| \| \| Eublemmoides ochracea \| \| \| \| \| \| Eublemmoides rufiplaga \| \| \| \| \| \| Eublemmoides semirufa \| \| \| \| \| \| Eublemmoides subangulata \| \| \| \| |
|              | Eublemmoides acrapex |
|              | |
|              | Eublemmoides crassiuscula |
|              | |
|              | Eublemmoides dinawa |
|              | |
|              | Eublemmoides duplexa |
|              | |
|              | Eublemmoides flavipars |
|              | |
|              | Eublemmoides novaeguineae |
|              | |
|              | Eublemmoides ochracea |
|              | |
|              | Eublemmoides rufiplaga |
|              | |
|              | Eublemmoides semirufa |
|              | |
|              | Eublemmoides subangulata |
|              | |

## Bildgalleri

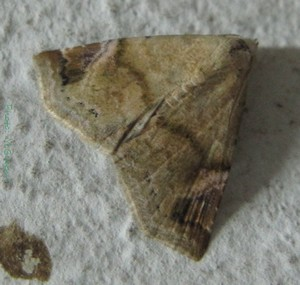